# Andrena varsobiana
Andrena varsobiana är en biart som beskrevs av Osytshnjuk 1986. Andrena varsobiana ingår i släktet sandbin, och familjen grävbin. Inga underarter finns listade i Catalogue of Life.